# La primera maldición
La primera maldición (título original en inglés: Rapture) es la última novela de fantasía de la saga Oscuros (Fallen), escrita por Lauren Kate y lanzada el 12 de julio del 2012.
Continúa la historia de Lucinda Price (Luce). Esta vez se define el final del amor eterno y maldito de Luce y Daniel, están luchando contra corriente para poder salvar su amor, la batalla de Luce y Daniel se hace aún más complicada y difícil, lo cual hace pensar a Daniel si será capaz de sobrevivir otro siglo más sin Luce. La guerra entre el bien y el mal se hace presente y una lucha épica que no involucra algo común que en cualquier batalla de cualquier historia de fantasía, magia o de guerras, esta vez las fuerzas del cielo y el infierno se hacen presentes en la tierra para luchar y esperan la decisión de Luce.

## Argumento
El cielo está oscurecido por alas.
De la misma forma que la arena en un reloj de arena, el tiempo se acaba para Luce y Daniel. Para evitar que Lucifer borre el pasado deberán encontrar el lugar donde los ángeles cayeron por primera vez a la Tierra. Fuerzas oscuras van tras ellos y Daniel no está seguro de si será capaz de vivir para seguir perdiendo a Luce una y otra vez, sin embargo, juntos se enfrentarán a la batalla épica que terminará con cuerpos sin vida, y polvo de ángel. Se harán grandes sacrificios. Quedarán corazones destruidos. Ante todo esto, la presión en Luce de estar segura de lo que tiene que hacer es cada vez más grande.
Porque ella estaba destinada a estar con alguien más y no con Daniel. La maldición impartida ha sido siempre y únicamente de Luce, y del amor que ella dejó a un lado. La elección que tome ahora será la única que verdaderamente importe.
En la lucha por Luce, ¿quién ganará?
La sorprendente conclusión de la Saga Oscuros,
El cielo ya no puede esperar más.

## Personajes
- Lucinda Price (Luce)
- Daniel Grigori
- Cameron "Cam" Briel
- Arriane Alter
- Gabrielle 'Gabbe' Givens
- Roland Sparks
- Mary Margaret 'Molly' Zane
- Miles
- Shelby
- Annabelle
- Dee
- Sophia
- Lucifer
- Él

## Tipos de ángeles
- Ángel Caído

Según la Biblia, un ángel caído es un ángel que, codicia un poder superior, termina la entrega de "la oscuridad y el pecado." El término "ángel caído" indica que es un ángel que cayó del cielo. El más famoso es el ángel caído Lucifer. Los ángeles caídos son muy comunes en las historias de conflicto entre el bien y el mal. En el mundo de Oscuros hay dos bandos, el bando llamado comúnmente Ángeles están de lado del Trono (Dios) y los Demonios, tipo de ángeles caídos que eligieron estar de lado de Lucifer; cada bando reside de su poder de su deidad, el Trono o Lucifer.  
- Nefilim

Nefilim, son los hijos de los ángeles caídos que tienen con los mortales. Según en El poder de las sombras, algunos Nefilim tienen alas y pueden poseer talentos sobrenaturales menores (clonarse, lectura de la mente, etc). Los jóvenes Nefilims están aún en desarrollo de sus poderes, es por eso que es introducida la Escuela de la Costa, que además de ser un lugar de enseñanza es un refugio para los medio ángeles, ellos después de concluir sus estudios y perfeccionar sus habilidades tendrán que elegir un bando para la guerra. 
- Proscritos

Un rango particular de ángeles (Proscritos). Cam los describe como el peor tipo de ángel. Se quedaron junto a Lucifer durante la "revuelta", pero no dieron un paso al inframundo con él. Una vez que la batalla terminó, trataron de regresar al cielo, pero era demasiado tarde. También menciona que cuando trataron de ir al infierno, Lucifer los echó fuera permanentemente, y los dejó ciegos. Sin embargo, los marginados tienen un tremendo control de los otros cuatro sentidos. En El poder de las sombras, persiguen a Luce, porque piensan que si la capturaran, tendrán el acceso al cielo. Ellos residen su poder de Azazel, el ángel caído único, uno de los pocos forjadores de estrellas que aún sabe cómo crear Flechas Estelares.
- Elders

No se explica muy bien qué es lo que son los Elders, pero ellos quieren ver muerta a Luce más que nada. La Srta. Sophia es una de ellos, y trató de matar a Luce a finales de Oscuros.